# Hieorhij Daszkiewicz
Hieorhij Wiktarawicz Daszkiewicz (biał. Георгій Віктаравіч Дашкевіч, ros. Георгий Викторович Дашкевич, Gieorgij Wiktorowicz Daszkiewicz; ur. 1 stycznia 1946 w Jelsku) – białoruski inżynier, urzędnik administracji lokalnej, polityk, od 2008 roku deputowany do Izby Reprezentantów Zgromadzenia Narodowego Republiki Białorusi IV kadencji.

## Życiorys
Urodził się 1 stycznia 1946 roku w mieście Jelsk, w obwodzie poleskim Białoruskiej SRR, ZSRR. Ukończył Białoruski Instytut Mechanizacji Gospodarstwa Wiejskiego, uzyskując wykształcenie inżyniera elektryka, a także Akademię Zarządzania przy Radzie Ministrów Republiki Białorusi, uzyskując wykształcenie menedżera ekonomisty. Pracował jako tokarz, inżynier energetyk sowchozu „Jelskij” w rejonie jelskim. Następnie odbywał służbę wojskową w Armii Radzieckiej. Później pracował jako technolog Jelskiego Rejonowego Zjednoczenia „Sielchoztiechnika”, kierownik rejonu jelskiego sieci elektrycznych, zastępca przewodniczącego, przewodniczący Jelskiego Rejonowego Komitetu Wykonawczego, zastępca, pierwszy zastępca, główny doradca przewodniczącego Homelskiego Obwodowego Komitetu Wykonawczego.
27 października 2008 roku został deputowanym do Izby Reprezentantów Białorusi IV kadencji z Chojnickiego Okręgu Wyborczego Nr 67. Pełnił w niej funkcję zastępcy przewodniczącego Stałej Komisji ds. Problemów Katastrofy Czarnobylskiej, Ekologii i Eksploatacji Przyrody. Od 13 listopada 2008 roku był członkiem Narodowej Grupy Republiki Białorusi w Unii Międzyparlamentarnej. Jego kadencja w Izbie Reprezentantów zakończyła się 18 października 2012 roku.

## Odznaczenia
- Order Honoru;
- Gramota Pochwalna Rady Najwyższej Republiki Białorusi[1];
- Gramota Pochwalna Rady Ministrów Republiki Białorusi – za wieloletnią sumienną pracę w organach administracji państwowej, znaczny osobisty wkład w rozwój socjalno-ekonomiczny obwodu homelskiego (21 stycznia 2005 r.)[5];
- Podziękowanie Prezydenta Republiki Białorusi[1].

## Życie prywatne
Hieorhij Daszkiewicz ma dwóch synów i dwóch wnuków.